# Home (canción de Roger Waters)
"Home" es una canción del músico y compositor británico Roger Waters. Es la sexta canción en el álbum de 1987, Radio K.A.O.S..
- Datos: Q5901224